# Herre, evigt stor i ära
Herre, evigt stor i ära är en psalm av Samuel Ödmann (1750-1829), som endast återfinns i 1819 års psalmbok. Det är okänt vilket år psalmen skrevs. Melodin är Hela världen fröjdes Herran.
Psalmen inleds 1819 med orden:
Herre! evigt stor i ära,
Höghet, vishet, nåd och makt!
Mild och sann i himlens lära,
Rik och god i jordens prakt,

## Publicerad i
- 1819 års psalmbok som nr 2 under rubriken "Sanningen och trösten av Guds varelse".